# Young Dolph
Young Dolph, geboren als Adolph Robert Thornton Jr. (Chicago, 27 juli 1985 – Memphis, 17 november 2021), was een Amerikaanse rapper.

## Muzikale carrière
In 2016 bracht hij zijn debuutstudio-album King of Memphis uit, dat piekte op nummer 49 op de Billboard 200-hitlijst. Hij was te horen op O.T. Genasis' hit single Cut It, die piekte op nummer 35 op de Billboard Hot 100. Het zevende album van de rapper, Rich Slave, werd uitgebracht in 2020 en werd zijn best scorende plaat, dat debuteerde op nummer vier in de Billboard 200.

## Discografie

### Albums
- 2016: King of Memphis
- 2017: Thinking Out Loud
- 2018: Role Model
- 2019: Dum and Dummer (i.s.m. Key Glock)
- 2020: Rich Slave
- 2021: Dum and Dummer 2 (i.s.m. Key Glock)
- 2021: Paper Route Illuminati (compilatiealbum)

### Singles
- 2016: Get Paid
- 2017: 100 Shots
- 2017: Play Wit Yo’ Bitch
- 2017: Bagg
- 2017: While U Here
- 2017: Believe Me
- 2017: Drippy
- 2018: Major (i.s.m. Key Glock)
- 2020: Sunshine
- 2020: RNB (i.s.m. Megan Thee Stallion)
- 2020: Blue Diamond
- 2020: Death Row
- 2021: Aspen (i.s.m. Key Glock)

## Persoonlijk leven
Young Dolph had met zijn partner twee kinderen.
De rapper werd op 26 september 2017 buiten een winkel in Hollywood neergeschoten. Hij werd in kritieke toestand opgenomen in het ziekenhuis, maar binnen een paar uur zeiden artsen dat hij naar verwachting zou overleven. Hij bracht twee weken door in het ziekenhuis om te herstellen van zijn drie schotwonden.
Op 17 november 2021 werd de rapper opnieuw neergeschoten, dit keer in een winkel in Memphis. Hij overleed aan zijn verwondingen op 36-jarige leeftijd.
- Gemeinsame Normdatei: 1246015579
- International Standard Name Identifier: 0000 0004 6533 2743
- Library of Congress Control Number: n2019019689
- MusicBrainz: 3f334aae-57d4-4787-a048-beec335d47e0
- Virtual International Authority File: 40155707012122411634
- WorldCat: E39PBJgxmmPQ9rt9jtdFfY3PcP